# Диппель, Эдуард
Карл Эдуард Диппель (нем. Carl Eduard Dippell; 10 октября 1855, Выборг — 30 декабря 1912, Ницца) — русский архитектор и предприниматель немецкого происхождения, представитель эклектического направления (главным образом, неоготического стиля). Работал в Выборге.

## Биография
Родился в семье ганноверского консула Юлиуса Диппеля, предпринимателя, поселившегося в Выборге в 1847 году и основавшего табачную фабрику. С 1871 года обучался в Ганноверской политехнической школе, по окончании которой с 1876 года работал архитектором в Выборге. Проектировал здания различного назначения, в том числе предприятия, склады, жилые дома и церкви (в частности, крупную деревообрабатывающую фабрику «Верла» и выборгскую доминанту — финскую кирху с 75-метровым шпилем). Получили известность изразцовые печи, спроектированные Диппелем.
Принимал активное участие в общественной деятельности: в 1891 году был одним из основателей выборгского художественного общества, а с 1896 по 1903 год был председателем выборгского технического клуба. В 1906 году унаследовал от своего бездетного брата Вильгельма, председателя выборгского городского совета, промышленные  деревообрабатывающие предприятия и предприятия производства строительных материалов. 
Умер, находясь на лечении в Ницце.

## Постройки

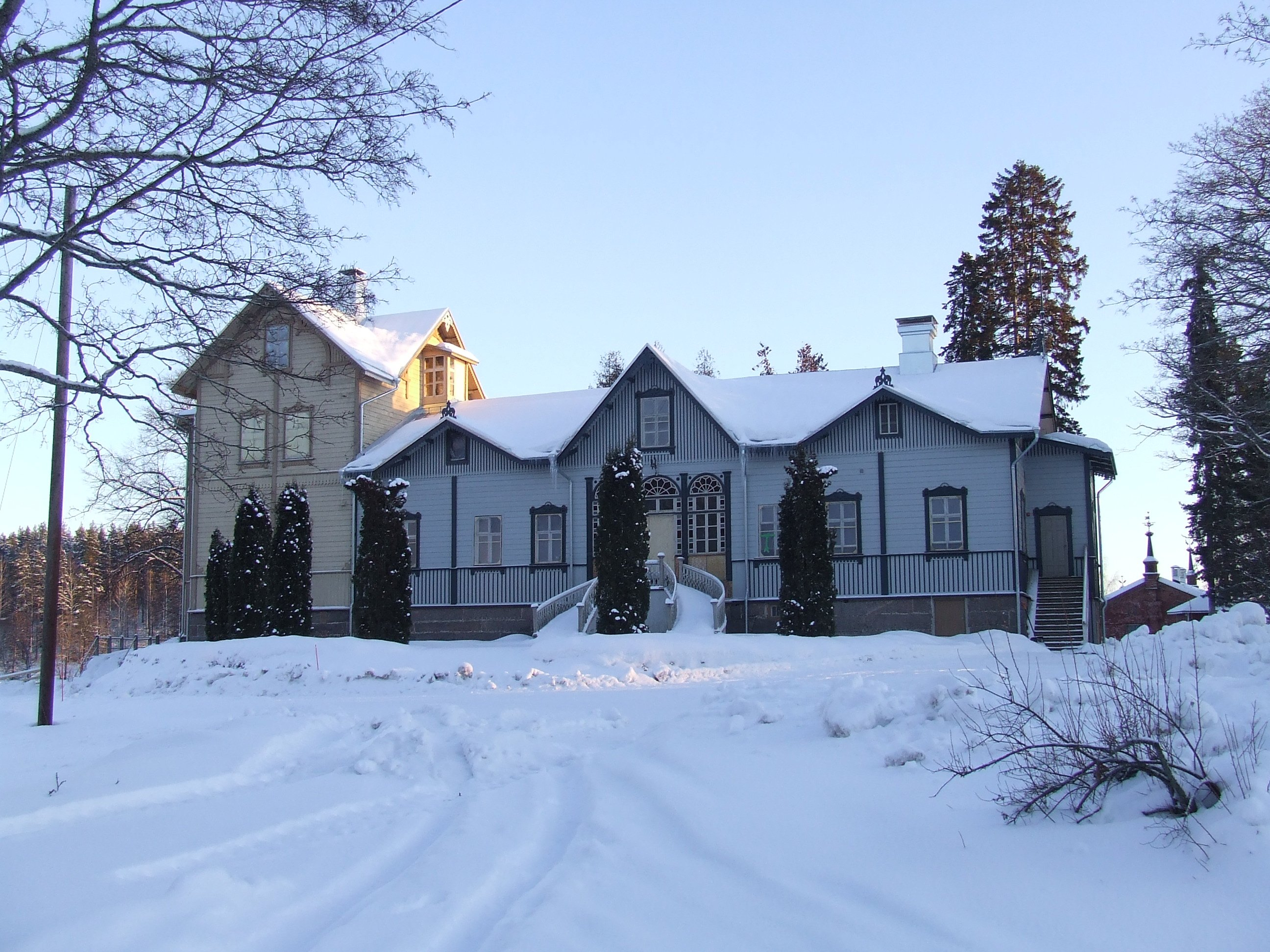
Фабрика «Верла». Административный корпус (Коувола, 1885 год)
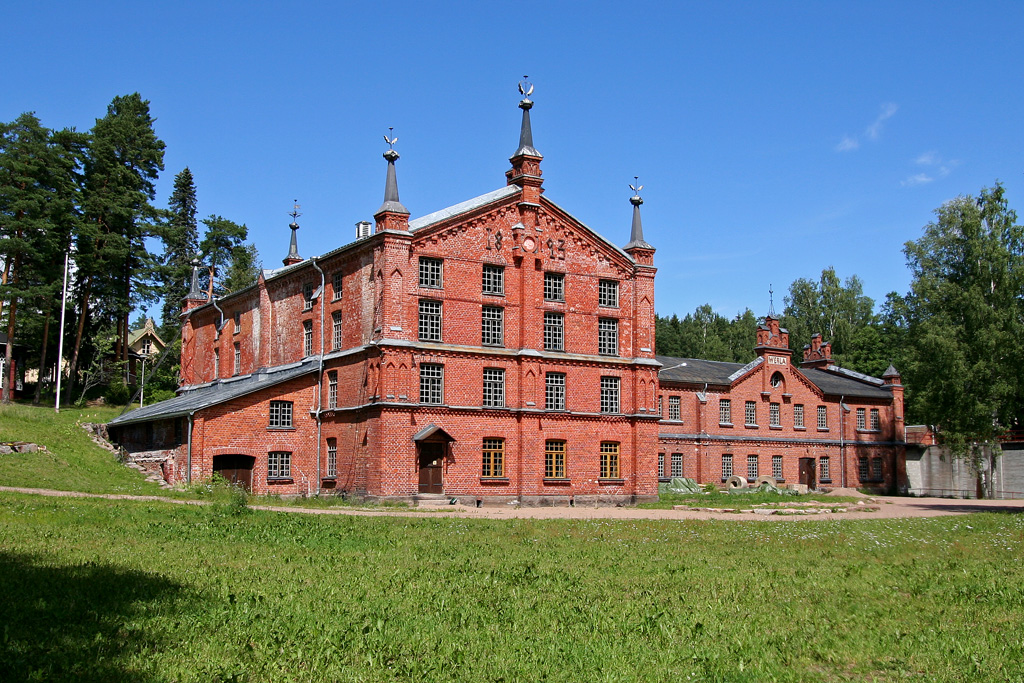
Фабрика «Верла». Производственный корпус (Коувола, 1893 год)
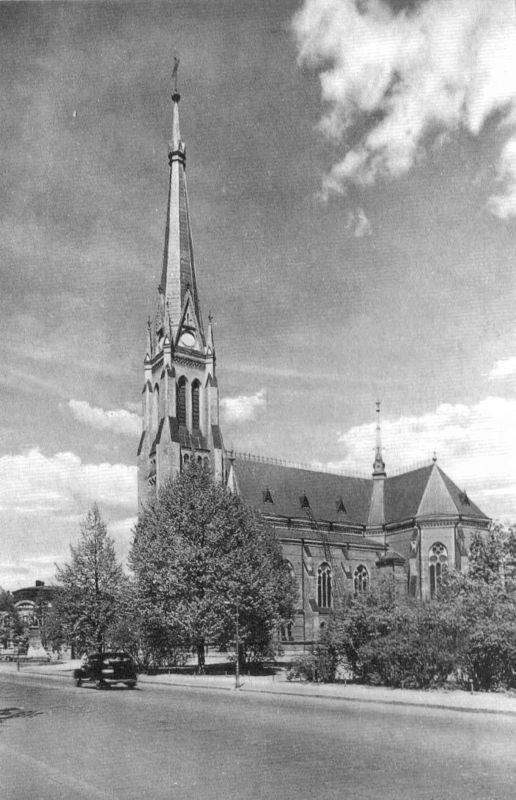
Кирха финского лютеранского прихода (Выборг, 1893 год)
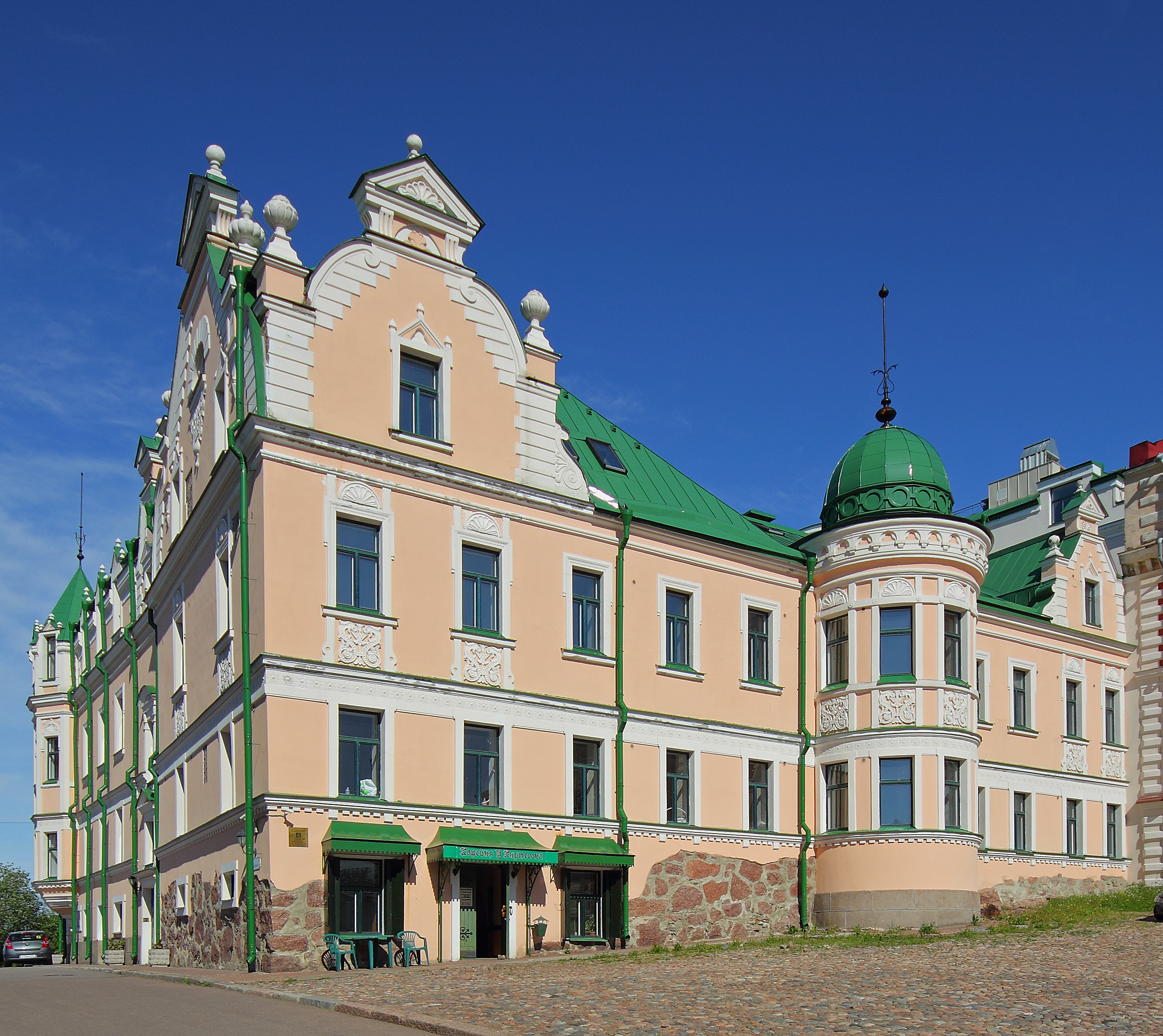
Жилой дом («Дом Векрута», Выборг, перестройка 1897 года)
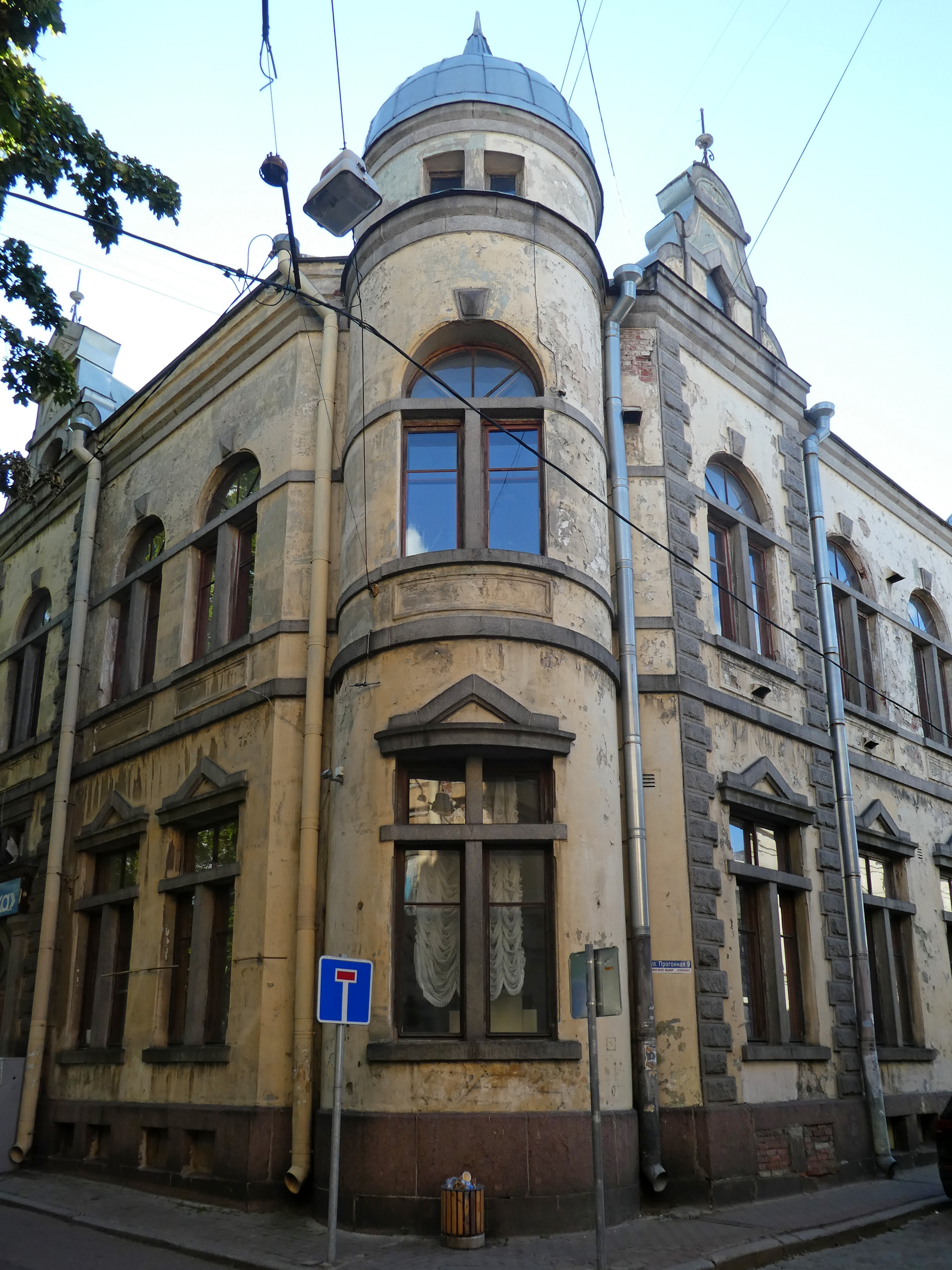
Здание компании «Аннискелу» — «Чёртова церковь» (Выборг, 1898 год)
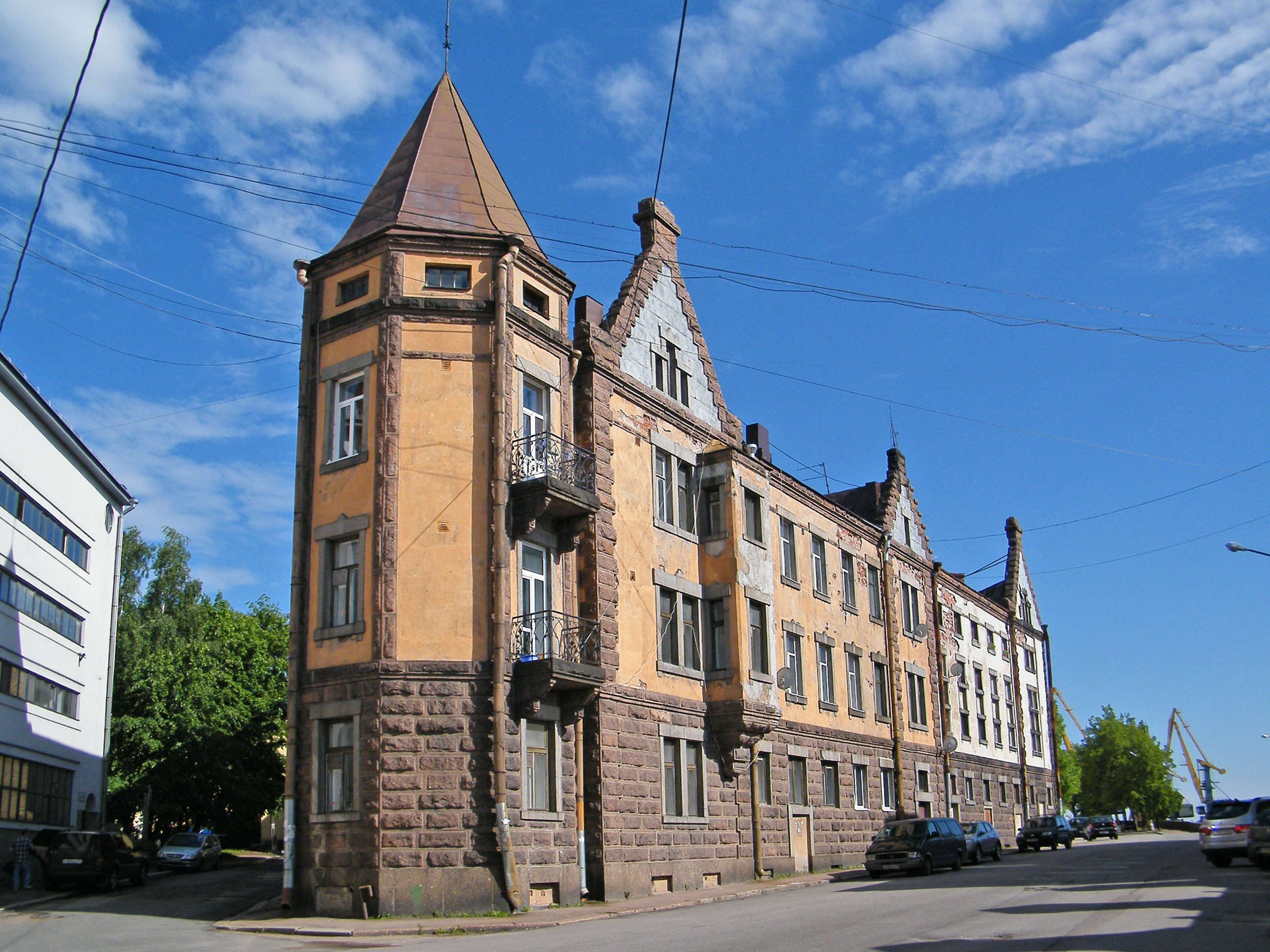
Жилой дом (дом-утюг) (Выборг, 1898 год)